# JC Rüsselsheim
Der Judo-Club Rüsselsheim e. V. (kurz JCR) wurde 1954 in Rüsselsheim gegründet. Heute hat der Verein über 400 Mitglieder.
Die Vereinsfarben sind Schwarz und Gelb. Neben Judo werden Taekwondo, Ju-Jutsu sowie Workout-Training angeboten.
Die 1. Mannschaft der Männer im Judo gewann neben dem Europa Cup 1983 und 1984 noch zweimal die Deutsche Meisterschaft (1977 und 1982). Derzeit kämpft das Team in der 1. Bundesliga. Die 1. Mannschaft der Damen siegte 1983, 1986, 1987 und 2003. Sowohl im Judo als auch im Taekwondo gewannen Sportlerinnen und Sportler des JC Rüsselsheim Deutsche Meister- und Europa- und Weltmeistertitel. Im Bereich der Jugend zählt der Verein zu den führenden in Hessen.

## Geschichte
Im Jahre 1954 wurde der JCR u. a. von Günter Fritsch, Reinhold Lamboy sowie Willi Faschinetti gegründet. Der Gründungstag war der 21. Februar in der Gaststätte Zum Keglerheim. Rund 30 Personen hoben den Verein aus der Taufe; 1. Vorsitzender war Günter Fritsch. In der Hochphase des Judosports in den 80er Jahren hatte der Verein  über 700 Mitglieder.
Aktueller Präsident ist Edgar Binder.

## Bekannte Sportler
Für den JC Rüsselsheim starteten oder starten unter anderem':
- Kerstin Emich (mehrfache Deutsche Meisterin)
- Petra Gerber (Deutsche Meisterin Taekwondo)
- Jenny Karl (Europameisterin 2004)
- Daniel Lascău (Weltmeister 1991)
- Gabriele Ritschel (mehrfache Medaillengewinnerin bei EM und WM)
- Regina Sigmund (mehrfache Medaillengewinnerin bei EM und WM)
- Steffen Stranz (mehrfacher Deutscher Meister)
- Eduard Trippel (3. WM U21; mehrfacher Deutscher Meister, Olympiazweiter Tokio 2020)
- Ralf Wylenzek (Deutscher Meister 1989[4])